# París-Roubaix 1994
La París-Roubaix 1994 fou la 92a edició de la París-Roubaix. La cursa es disputà el 10 d'abril de 1994 i fou guanyada pel rus Andrei Txmil, que s'imposà en solitari en l'arribada a Roubaix. Fabio Baldato i Franco Ballerini foren segon i tercer respectivament.

## Classificació final
|    | Ciclista                      | Equip            | Temps      |
| -- | ----------------------------- | ---------------- | ---------- |
| 1  | Andrei Txmil (MDA)            | Lotto            | 7h 28' 02" |
| 2  | Fabio Baldato (ITA)           | GB-MG Maglificio | + 1' 13"   |
| 3  | Franco Ballerini (ITA)        | Mapei-Clas       | m. t.      |
| 4  | Olaf Ludwig (GER)             | Telekom          | + 1' 26"   |
| 5  | Sean Yates (GBR)              | Motorola         | m. t.      |
| 6  | Johan Capiot (BEL)            | TVM              | m. t.      |
| 7  | Gilbert Duclos-Lassalle (FRA) | Gan              | m. t.      |
| 8  | Ludwig Willems (BEL)          | GB-MG Maglificio | m. t.      |
| 9  | Frankie Andreu (USA)          | Motorola         | m. t.      |
| 10 | Nico Verhoeven (NED)          | Novemail-Histor  | m. t.      |